# القاضي غلام مصطفى
القاضي غلام مصطفى (توفي حوالي عام 1123 هـ / 1711 م) كان أحد النبلاء البارزين في عهد سلطنة مغول الهند. وقد لقبه بهادر شاه الأول بـ "كارتالاب خان". وكان أميرًا من منطقة إلى فيروزبور جيركا [الإنجليزية].

## السيرة
كان القاضي غلام مصطفى (توفي حوالي عام 1123 هـ / 1711 م) أحد النبلاء البارزين في عهد سلطنة مغول الهند.

## الجوائز والتكريم
وقد لقبه بهادر شاه الأول بـ "نواب كارتالاب خان" بمعنى "الباحث عن التحديات" باللغة الفارسية.:9
كما أطلق بهادر شاه الأول عليه اسم (شاه علم) في أول احتفال له في 24 جمادى الأولى، وعينه "كاروريجيري" للخزانة الملكية مع مكافأته بالخلعة الإسلامية.:19
منح بهادور شاه الأول في جولوسه الثاني في 9 ذي القعدة منصبدار دو هزاري (بقيمة 2000) زات وسوار.:40 وفي نفس العام، في 15 ذي القعدة، منحه السلطان مسؤولية الأمانة.:41 كما زادت قيمة مُرتبه إلى 3,000 + 5,00 زات وسوار.:117

## الوفاة
توفي في العشرين من محرم سنة 1129 هـ/1716 م ودُفن في فيروزبور جيركا [الإنجليزية]. وفي كتاب آخر ذُكر تاريخ وفاته في أواخر ذي الحجة سنة 1122هـ / 1710م. ومع ذلك، فإن رثاءً من فيروزبور جيركا، يضع وفاة كارتالاب خان بهادر، نجل الشيخ محمد عساف في عام 1123 هـ (1711 م).

## الزواج والأطفال
قاضي غلام مصطفى كان متزوجا من بيبي راستي (تُوفيَت في ذو القعدة 1147 هـ / 1734 م) ابنة القاضي سيد رافع محمد.
إن خان زمان خان علي أصغر هو ابنه. كان نواب خان زمان خان بهادور غالب جونغ "علي أصغر" كان أمير منصبدار بونج هازاري (بقيمة 5000) وعُين أولًا في خدمة داروغجي توبخانا، لمخزن أسلحة (عسكري) في ملتان؛ وفوجدار في معظم آباد؛ ونائب صوبه دار في عظيم آباد (باتنا)؛ ثم صوبه دار في آوده في عهد فروخسيار إلى محمد شاه. بُني الحصن في فيروزبور جيركا [الإنجليزية] على يده. تُوفي في شاهجاهانباد (دلهي القديمة) [الإنجليزية] في 4 ذي الحجة 1155 هـ/ 30 كانون الثاني 1743. إن فاطمة بنت قاضي غلام مصطفى، تزوّجت من أبي الفضل بن عطاء الله بن نور منور النرخي.
تزوجت إحدى بنات قاضي سيد رافع محمد من قاضي غلام مصطفى، وتزوجت ابنة أخرى، صاحبة دولت، من إسلام خان الخامس [الإنجليزية].

## طالع أيضًا
- قاضي سيد رافع محمد
- فيروزبور جيركا [الإنجليزية]